# Enrico Zaina
Enrico Zaina (* 27. September 1967 in Brescia, Lombardei) ist ein ehemaliger italienischer Radrennfahrer.

## Sportliche Laufbahn
Nachdem er unter den Amateuren die Trofeo Franco Balestra und den Giro della Valle d’Aosta gewonnen hatte, schloss er sich 1989 dem Team Carrera Jeans an.
Aufgrund seiner Fähigkeiten beim Klettern hat er seine größten Erfolge bei Bergetappen oder Bergankünften in Etappenrennen gefeiert. Seinen größten Erfolg feierte er beim Giro d’Italia 1996, bei dem er die 9. Etappe und die 20. Etappe als Erster beendete. Durch den Sieg auf der 20. Etappe und einen Zeitvorsprung auf der letzten Etappe gegenüber Abraham Olano, welcher bis zur 20. Etappe Gesamtführender war, sicherte er sich den zweiten Platz hinter Pavel Tonkow und noch vor Abraham Olano. Weitere Erfolge konnte er mit einem Etappensieg bei der Vuelta a España 1992 und einem vierten Gesamtrang bei der Vuelta a España 1997 feiern. Nach dem Wechsel zu Marco Pantanis Team Mercatone Uno erreichte er seinen letzten Sieg auf der dritten Etappe der Settimana Ciclistica Lombarda 1999. Im Anschluss der Saison 2000 beendete er seine Straßenkarriere.

## Erfolge
1988
- Gesamtwertung Giro della Valle d’Aosta

1992
- eine Etappe Vuelta a España

1993
- Gesamtwertung Settimana Ciclistica Lombarda

1995
- eine Etappe Giro d’Italia

1996
- zwei Etappen Giro d’Italia

1999
- eine Etappe Settimana Ciclistica Lombarda

## Grand-Tour-Platzierungen
| Grand Tour            | 1989 | 1990 | 1991 | 1992 | 1993 | 1994 | 1995 | 1996 | 1997 | 1998 | 1999 | 2000 |
| --------------------- | ---- | ---- | ---- | ---- | ---- | ---- | ---- | ---- | ---- | ---- | ---- | ---- |
| Giro d’ItaliaGiro     | –    | 16   | 45   | 28   | 16   | 26   | 7    | 2    | DNF  | DNF  | DNF  | DNF  |
| Tour de FranceTour    | –    | –    | 93   | –    | –    | 93   | 42   | DNF  | –    | –    | –    | 38   |
| Vuelta a EspañaVuelta | DNF  | –    | –    | 54   | 39   | –    | –    | –    | 4    | –    | –    | –    |

## Teams
- Mercatone Uno (1999–2000)
- Brescialat (1998)
- Asics-CGA (1997)
- Carrera Jeans (1995–1996)
- Gewiss–Ballan (1994)
- Mercatone Uno (1992–1993)
- Carrera Jeans (1989–1991)